# إبراهيم البليهي
إبراهيم بن عبد الرحمن بن سليمان البليهي (ولد في الشماسية عام 1944م) كاتب ومفكر سعودي. عين عضواً في مجلس الشورى السعودي 1426، وهو كاتب في صحيفة الرياض. ينتمي الي أسرة من محافظة الشماسية من الوادعين من قبيلة الدواسر، ولد في محافظة الشماسية التابعة لمنطقة القصيم. ويحمل شهادة في الشريعة الإسلامية من جامعة الإمام محمد بن سعود الإسلامية."
له آراء جريئة في نقد الفكر العربي والإسلامي، ومواقف إيجابية تجاه الحضارة الغربية ودورها البارز في التأسيس لنقلة كبيرة على مستوى الوعي. لديه العديد من النظريات الفلسفية التي أطلقها من خلال كتاباته ومقابلاته. كما قدم للمكتبة السعودية والعربية عدة أبحاث كـ "القيادة والانقياد" و"العقل البشري" و"عبقرية الاهتمام" و"العلم و"مهارة الأداء" و"الكلال المهني".
ينادي البليهي في كتابه وأد مقومات الابداع، بالهُدى والرشد، والهُدى والرشد في مفهوم البليهي ومن خلال هذا الكتاب يتلخص في تنمية التفكير العلمي، وتشجيع التحليل بدلاً من التلقين، والابداع بدلاً من الاتباع، والدراية بدلاً من الرواية، والحوار بدلاً من الإلزام بحد السيف، واحترام الرأي الآخر، والتأكيد على لغة الحوار بين الثقافات والحضارات على أساس من الاحترام المتبادل والندية. فالاحترام المتبادل هو الوسيلة المهمة لإقامة علاقات عميقة، ورسم المستقبل الإنساني المشترك بين الشعوب وإرساء قواعد التفاهم العميق.

## حياته العملية
- عضو مجلس الشورى السعودي اعتباراً من 3/3/1426هـ إلى عام 1438هـ.[2]
- قبل تخرجه عمل بجريدة «الدعوة» في المساء، حيث كان آنذاك موظفاً بوكالة البلديات ومنتسباً لكلية الشريعة.
- التحق بالعمل الحكومي بعد الدراسة الإعدادية، ثم أكمل دراسته الثانوية والجامعية منتسباً.
- نال بحثه الجامعي درجة الامتياز فتولت كلية الشريعة بالرياض طبعه ونشره.
- عمل بعد تخرجه مباشرة رئيساً لبلدية حوطة بني تميم من 1392هـ
- رئيس بلدية خميس مشيط في 1393هـ
- رئيس بلدية مدينة حائل من 1396هـ
- مديراً عام الشؤون البلدية بالشرقية 1404هـ
- مديراً عام الشئون البلدية بالقصيم من 1405هـ حتى تقاعد.

## المؤلفات والبحوث
- النبع الذي لا ينضب وهو عن أهمية الجهد البشري في تحقيق الازدهار.
- بنية التخلف
- وأد مقومات الإبداع .
- مكمن التقدم - عن أهمية الطاقة الإنتاجية والإبداعية.
- البليهي في حوارات.
- حصون التخلف.
- (عبقرية الاهتمام التلقائي) صدر عن دار التنوير 2017.[3]
- (الريادة والاستجابة) صدر عن دار الروافد الثقافية 2018.[4]
- (الإنسان كائنٌ تلقائي) صدر عن دار الروافد الثقافية 2019.[5]
- (حضارة معاقة: إمكانات هائلة تدار بحكمة هزيلة واستغراق في صراعات البقاء). صدر عن دار الروافد الثقافية 2022.[6]
- (الإبداع والاتباع: الاكتشاف والتطبيق، الاختراع والإنتاج). صدر عن دار الروافد الثقافية 2022.[7]

يعمل على إنجاز مشروع فكري حول تأسيس علم الجهل وحصون التخلف وعبقرية الاهتمام والعقل البشري: إمكاناته ونقائصه. له المئات من المقالات الصحفية التي عالج من خلالها الكثير من المواضيع، والعديد من المقابلات في وسائل الإعلام.

## صدر عنه
«هكذا تكلم البليهي» تأليف: محمد حكمون. صدر عام 2025.

## عضوية مجالس ولجان
- عضو مجلس أمناء مؤسسة الأمير عبد الله لوالديه للإسكان الخيري.[9]
- عضو مجلس إدارة الهيئة العليا للسياحة (الهيئة العامة للسياحة والتراث الوطني حاليا).
- عضو اللجنة الثقافية بنادي القصيم الأدبي.
- عضو مجلس إدارة مصلحة المياه بالقصيم 15 عاماً.
- عضو مجلس منطقة القصيم عشر سنوات.
- عضو جمعية الأخلاق العلمية - بمكتبة الإسكندرية - مصر.